# Dajingmen

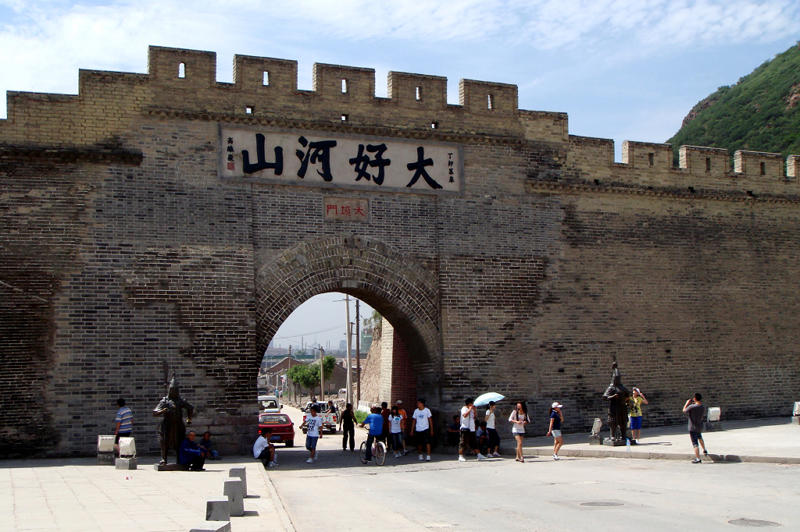
Dajingmen

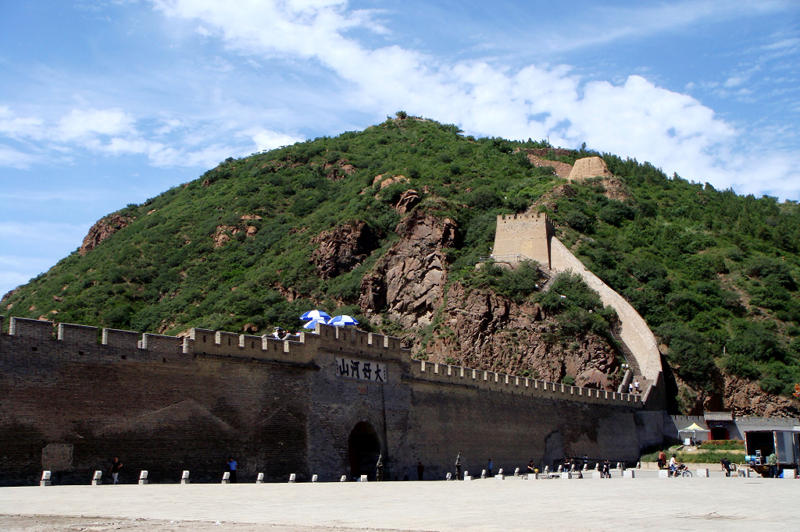
Mauerabschnitt bei Dajingmen

Dajingmen (chinesisch 大境門 / 大境门, Pinyin Dàjìngmén) ist ein wichtiger Übergang der Chinesischen Mauer bei der bezirksfreien Stadt Zhangjiakou in der chinesischen Provinz Hebei. Dajingmen wurde 1644 im ersten Regierungsjahr des Kaisers Shunzhi in der Qing-Dynastie erbaut. Das Tor ist 12 m hoch, 9 m breit und 13 m tief. Über dem Tor ist eine Terrasse, sie misst 12 mal 7,5 m. Die Mauer oberhalb des Tores ist von 1,7 mhohen Zinnen gekrönt, die seitlich von einer 0,8 Meter hohen Brüstungsmauer begleitet werden. Über dem Türsturz befindet sich die Aufschrift 大好河山 („Herrliche Flüsse und Berge“), die 1927 auf Initiative von Gao Weiyue (高维岳), dem Oberen der ehemaligen Provinz Chahar (heute Innere Mongolei), in traditionellem Han-Stil angebracht wurde.
Westlich an das Tor anschließend ist in der Ebene, in der das Tor liegt, ein etwa 100 m langes, aus Ziegeln aufgemauertes Stück der Mauer erhalten, an das sich westlich des Tores im bergigen Gelände die aus hartem Gestein erbaute und sehr gut erhaltene Große Mauer anschließt.